# Béke (település)
Béke (szlovákul Mierovo, 1948-1960 között Sklenárovo, németül Krotendörfl) község  Szlovákiában, a Nagyszombati kerületben, a Dunaszerdahelyi járásban.

## Fekvése
Somorjától 7 km-re északkeletre fekszik.

## Története
1252-ben Weke néven említik először.
Vályi András szerint „BEKE. Elegyes magyar falu Poson Vármegyében, földes Ura Báró Jeszenák Uraság, lakosai katolikusok, fekszik Csalóköz Szigetében, Csötörtök Városához közel, ’s az Uraságnak kastéllyával diszesíttetík, mellyen e’ felírat vagyon: Has. ædes. virtuti. ac. industriæ. domicilio. perpetuo. mentibus. Bonis. Delectamento. honesto. et. suisque. quieti. Temporariæ. A. R. S. MDCCXLVI. XLVII. in. agro. cituatum. exstruxit. idque. in. marmore. Stomphensi. memoriæ. prodidit. Paulus. Jeszenák. perpetuus. in Majorház. et. Királyfia. Ezen kivül külömbféle gazdasági jeles épűletek is vagynak itten, határja meglehetős, gyümöltse sok, második Osztálybéli.”
Fényes Elek szerint „Béke, magyar falu, Pozsony vgyében, Csötörtökhöz 1 órányira, a pesti országut mellett 293 kath. lak., több urasági épületekkel, meglehetős határral; rétje erdeje nincs. F. u. az eberhardi uradalom. Ut. p. Somorja.”
A trianoni békeszerződésig Pozsony vármegye Somorjai járásához tartozott.

## Népessége
| Év:            | 1994. | 2004.   | 2014.   | 2024.   |
| -------------- | ----- | ------- | ------- | ------- |
| Emberek száma: | 390   | 415     | 454     | 461     |
| Eltérés:       |       | +6,41 % | +9,39 % | +1,54 % |

| Év:            | 2023. | 2024.   |
| -------------- | ----- | ------- |
| Emberek száma: | 453   | 461     |
| Eltérés:       |       | +1,76 % |

1880-ban 284 lakosából 271 magyar és 1 szlovák anyanyelvű volt.
1890-ben 299 lakosából 285 magyar és 4 szlovák anyanyelvű volt.
1900-ban 362 lakosából 334 magyar és 16 szlovák anyanyelvű volt.
1910-ben 388 lakosából 372 magyar és 9 szlovák anyanyelvű volt.
1921-ben 404 lakosából 373 magyar és 22 csehszlovák volt.
1930-ban 391 lakosából 324 magyar és 50 csehszlovák volt.
1941-ben 408 lakosából 406 magyar volt.
1970-ben 418 lakosából 368 magyar és 50 szlovák volt.
1980-ban 430 lakosából 366 magyar és 63 szlovák volt.
1991-ben 375 lakosából 320 magyar és 46 szlovák volt.
2001-ben 419 lakosából 345 magyar és 64 szlovák volt.
2011-ben 445 lakosából 331 magyar és 100 szlovák volt.
2021-ben 444 lakosából 324 (+11) magyar, 98 (+9) szlovák, 2 (+1) cigány, 4 egyéb és 16 ismeretlen nemzetiségű volt.

## Nevezetességei
- Római katolikus temploma a 13. században épült, tornyát és homlokzatát a 20. században historizáló stílusban átalakították.
- A község jelképeit 2000 júniusában szentelték fel.